# Conferência Oeste (NHL)
A Conferência Oeste da National Hockey League (originalmente chamada Conferência Clarence Campbell) foi criada em 1974 com o realinhamento da liga, que passava por um processo de expansão. O time vencedor da conferência ganha o Troféu Clarence S. Campbell e o direito de disputar a final da Copa Stanley.

## História

### Origens: Divisão Oeste (1967-74)
Em 1967, após 24 anos com apenas seis times na liga, a NHL decidiu dobrar para doze. Todos os times novos ficariam na Divisão Oeste, e os playoffs separados garantiam que sempre um dos novos times, que venceria o Troféu Clarence S. Campbell, iria para a final do torneio contra um dos "Seis Originais" que ficaram na Divisão Leste. Porém três derrotas seguidas do St. Louis Blues fizeram a liga mudar na Temporada 1970-71 da NHL 1 para que as semifinais fossem cruzamentos de time do Oeste e do Leste se cruzassem. No mesmo ano, a adição de duas novas equipes na liga fez um dos originais, o Chicago Black Hawks, se mudar para o Oeste. Por fim, na Temporada 1972-73 da NHL o Atlanta Flames se uniu à liga.
Equipes
- Philadelphia Flyers (1967–74)
- Los Angeles Kings (1967–74)
- St. Louis Blues (1967–74)
- Minnesota North Stars (1967–74)
- Pittsburgh Penguins (1967–74)
- California Seals (1967), Oakland Seals (1967–70), California Golden Seals (1970–74)
- Chicago Black Hawks (1970–74)
- Atlanta Flames (1972–74)

### Conferência Campbell (1974-93)
Na Temporada 1974-75 da NHL, a geografia norte-americana enfim foi levada em consideração para um realinhamento. O Oeste ficaria com a Conferência Campbell, em homenagem ao presidente da NHL responsável pelo alinhamento, Clarence S. Campbell. A conferência teria duas divisões, 
Patrick (em homenagem a Lester Patrick, técnico bicampeão com o New York Rangers), e Smythe (em homenagem a Conn Smythe, ex-proprietário do Toronto Maple Leafs). Originalmente, todos os times eram rearranjados nos playoffs conforme desempenho na temporada regular (à exceção dos quatro vencedores de divisão, que viravam cabeças de chave).

#### 1974-1981
Patrick
- Atlanta Flames (1974-79), Calgary Flames (1980-81)
- New York Islanders (1974-1981)
- New York Rangers (1974-1981)
- Philadelphia Flyers (1974-1981)
- Washington Capitals (1979-81)

| Smythe - Chicago Black Hawks (1974-1981) - Edmonton Oilers (1979-1981) - Kansas City Scouts (1973-76), Colorado Rockies (1976-1981) - Minnesota North Stars (1973-78, fusão com o Cleveland Barons fez ocupar a vaga desse time na outra divisão) - St. Louis Blues (1974-1981) - Vancouver Canucks (1974-1981) - Winnipeg Jets (1979-1981) |

#### 1981–1993
Um novo realinhamento geográfico em 1981, visando diminuir gastos com viagens, fez cada conferência jogar apenas entre si, com o Troféu Clarence S. Campbell sendo dado para o campeão da conferência homônima. As divisões do Oeste passariam a ser Smythe e Norris (com Patrick passando para a outra conferência).
Smythe
- Calgary Flames (1981–1993)
- Colorado Rockies (1981-82, em 1982 mudou-se para a Patrick como New Jersey Devils)
- Edmonton Oilers (1981–1993)
- Los Angeles Kings (1981–1993)
- San Jose Sharks (1991-93)
- Vancouver Canucks (1981–1993)
- Winnipeg Jets (1982-1993)

| Norris - Chicago Black Hawks (1981–1993) - Detroit Red Wings (1981–1993) - Minnesota North Stars (1981–1993) - St. Louis Blues (1981–1993) - Tampa Bay Lightning (1992–1993) - Toronto Maple Leafs (1981–1993) - Winnipeg Jets (1980-81) |

### Leste e Oeste
Em 1993, com a liga já tendo 24 times e se preparando para abrir mais dois, um novo realinhamento também rebatizou as conferências e divisões com nomes geográficos.

#### 1993-1998
Divisão Central
- Chicago Blackhawks
- Dallas Stars
- Detroit Red Wings
- St. Louis Blues
- Toronto Maple Leafs
- Winnipeg Jets (1993-1996), Phoenix Coyotes (1996-1998)

| Divisão do Pacífico - Mighty Ducks of Anaheim - Calgary Flames - Colorado Avalanche (1995-1998) - Edmonton Oilers - Los Angeles Kings - San Jose Sharks - Vancouver Canucks |

#### 1998-2012
Com a entrada do Nashville Predators, as equipes foram realinhadas em seis divisões nas duas conferências.
Divisão Central
- Chicago Blackhawks
- Columbus Blue Jackets (2000-2012)
- Detroit Red Wings
- Nashville Predators
- St. Louis Blues

| Divisão Noroeste - Calgary Flames - Colorado Avalanche - Edmonton Oilers - Minnesota Wild (2000-2012) - Vancouver Canucks | Divisão do Pacífico - Mighty Ducks of Anaheim (1998-2006), Anaheim Ducks (2006-2012) - Dallas Stars - Los Angeles Kings - Phoenix Coyotes - San Jose Sharks |

### Realinhamento de 2013
Após a mudança do Atlanta Thrashers para Winnipeg, um novo realinhamento era necessário. Somando reclamações já vigentes sobre gastos com viagens e horários televisivos prejudiciais causados por diferenças de fusos horários, a NHL decidiu realinhar as conferências em duas divisões, mantendo os nomes Pacífico e Central. O novo Winnipeg Jets vai para o Oeste, enquanto Detroit Red Wings e Columbus Blue Jackets vão para o Leste, que passa a ter 14 equipes.
| Divisão do Pacífico | Divisão Central     |
| ------------------- | ------------------- |
| Anaheim Ducks       | Chicago Blackhawks  |
| Calgary Flames      | Colorado Avalanche  |
| Edmonton Oilers     | Dallas Stars        |
| Los Angeles Kings   | Minnesota Wild      |
| Phoenix Coyotes     | Nashville Predators |
| San Jose Sharks     | St. Louis Blues     |
| Vancouver Canucks   | Winnipeg Jets       |

### Adição do Vegas Golden Knights
Em 2016 foi confirmado que Las Vegas receberia uma franquia de expansão, o Vegas Golden Knights, que, a partir de 2017, passou a integrar a Conferência Oeste, fazendo parte da Divisão do Pacífico.

### Temporada 2020-2021
As duas conferências da NHL (Leste e Oeste) foram temporariamente abolidas durante a temporada 2020-2021, devido à pandemia de COVID-19, a liga se reorganizou em 4 divisões. Os 4 times canadenses da conferência: Calgary Flames, Edmonton Oilers, Vancouver Canucks e Winnipeg Jets jogaram na Divisão Norte. Anaheim Ducks, Arizona Coyotes, Los Angeles Kings, San Jose Sharks e Vegas Golden Knights, da Divisão do Pacífico, se juntaram a Colorado Avalanche, Minnesota Wild e St Louis Blues, da Divisão Central, na Divisão Oeste. Chicago Blackhawks, Dallas Stars e Nashville Predators se mantiveram na Divisão Central, junto de outras 5 equipes da Conferência Leste: Carolina Hurricanes, Columbus Blue Jackets, Detroit Red Wings, Florida Panthers e Tampa Bay Lightning.

### Adição do Seattle Kraken
Em 2018 foi a vez de Seattle receber um time de expansão, o Seattle Kraken. A equipe estreou na temporada 2021-2022 e foi adicionada à Divisão do Pacífico, fazendo com que o Arizona Coyotes fosse transferido para a Divisão Central a fim de deixar a conferência balanceada, com 8 equipes em cada divisão. 
| Divisão do Pacífico  | Divisão Central     |
| -------------------- | ------------------- |
| Anaheim Ducks        | Arizona Coyotes     |
| Calgary Flames       | Chicago Blackhawks  |
| Edmonton Oilers      | Colorado Avalanche  |
| Los Angeles Kings    | Dallas Stars        |
| San Jose Sharks      | Minnesota Wild      |
| Seattle Kraken       | Nashville Predators |
| Vancouver Canucks    | St. Louis Blues     |
| Vegas Golden Knights | Winnipeg Jets       |

### Desativação de Arizona, surgimento de Utah
Em 2024, os ativos do Arizona Coyotes foram comprados por um empresário de Salt Lake City. A nova equipe, Utah Hockey Club, é considerada uma expansão sem ligação com a anterior, que se tornou inativa com sua história podendo ser adquirida por uma nova franquia na mesma região.
| Divisão do Pacífico  | Divisão Central     |
| -------------------- | ------------------- |
| Anaheim Ducks        | Chicago Blackhawks  |
| Calgary Flames       | Colorado Avalanche  |
| Edmonton Oilers      | Dallas Stars        |
| Los Angeles Kings    | Minnesota Wild      |
| San Jose Sharks      | Nashville Predators |
| Seattle Kraken       | St. Louis Blues     |
| Vancouver Canucks    | Utah Hockey Club    |
| Vegas Golden Knights | Winnipeg Jets       |

## Fonte
- NHL History